# Li Fu-čchun
Li Fu-čchun (čínsky pchin-jinem Lǐ Fùchūn, znaky 李富春, 22. května 1900 — 9. ledna 1975) byl čínský komunistický revolucionář a politik, účastník Dlouhého pochodu, dlouholetý místopředseda vlády a předseda Státní plánovací komise Čínské lidové republiky, člen politbyra ÚV KS Číny.

## Život
Li Fu-čchun se narodil roku 1900 v Čchang-ša, hlavním městě provincie Chu-nan. Po absolvování střední školy roku 1919 odjel k dalšímu studiu a práci do Francie. Ve Francii roku 1921 vstoupil do Socialistického svazu mládeže Číny a následujícího roku do Komunistické strany Číny. Roku 1925 odjel ke studiu do Sovětského svazu, ale téhož roku se vrátil do Číny a účastnil se Severního pochodu jako náčelník politického oddělení 2. armády a úřadující tajemník ťiangsiského provinčního výboru KS Číny.
Během občanské války působil v centrální sovětské oblasti; v lednu 1934 byl zvolen kandidátem ÚV, na Dlouhém pochodu vykonával funkci úřadujícího náčelníka Hlavní politické správy Rudé armády (náčelník správy Wang Ťia-siang byl totiž roku 1933 vážně raněn). Po roce 1937 sloužil jako tajemník výboru KS Číny pro oblast Šen-si–Kan-su–Ning-sia, zástupce vedoucího organizačního oddělení ÚV, vedoucí ekonomického a finančního oddělení ÚV a v letech 1941–1945 jako vedoucí kanceláře ÚV. Na VII. sjezdu byl zvolen členem ÚV.
V letech 1945–1949 působil v Mandžusku, byl zástupcem tajemníka severovýchodního byra ÚV, místopředsedou severovýchodní lidové vlády a zástupcem komisaře Severovýchodního vojenského okruhu. Po založení Čínské lidové republiky na podzim 1949 přešel do Pekingu na místo místopředsedy Výboru pro ekonomiku a finance, poté ministra těžkého průmyslu (1950–1952), místopředsedy Státní plánovací komise (1952–1954) a jejího předsedy (1954–1970). Současně byl v letech 1954–1975 místopředsedou vlády (státní rady). Paralelně stoupal i ve straně, po VIII. sjezdu roku 1956 byl zvolen do politbyra a roku 1958 i do sekretariátu ÚV. Za kulturní revoluce byl roku 1966 zvolen i do stálého výboru politbyra. Začátkem roku 1967 patřil mezi vysoce postavené činitele, kteří kritizovali chaos vyvolaný kulturní revolucí (takzvaný „únorový protiproud“). Na IX. sjezdu roku 1969 i X. sjezdu roku 1973 byl znovuzvolen do ÚV, ne už však do politbyra.
Oženil se roku 1923 s Cchaj Čchang, sestrou komunistického revolucionáře Cchaj Che-sena a v letech 1949–1978 předsedkyní Všečínského svazu žen.
Zemřel v lednu 1975 v Pekingu, pohřben je na Papaošanském revolučním hřbitově.
Oficiálními čínskými historiky je počítán k nejvýznamnějším představitelům komunistické strany, který významně přispěl k výstavbě a rozvoji ekonomiky Čínské lidové republiky, je pokládán za jednoho ze zakladatelů čínského socialismu.